# Grimston-Lyles Hill Ware

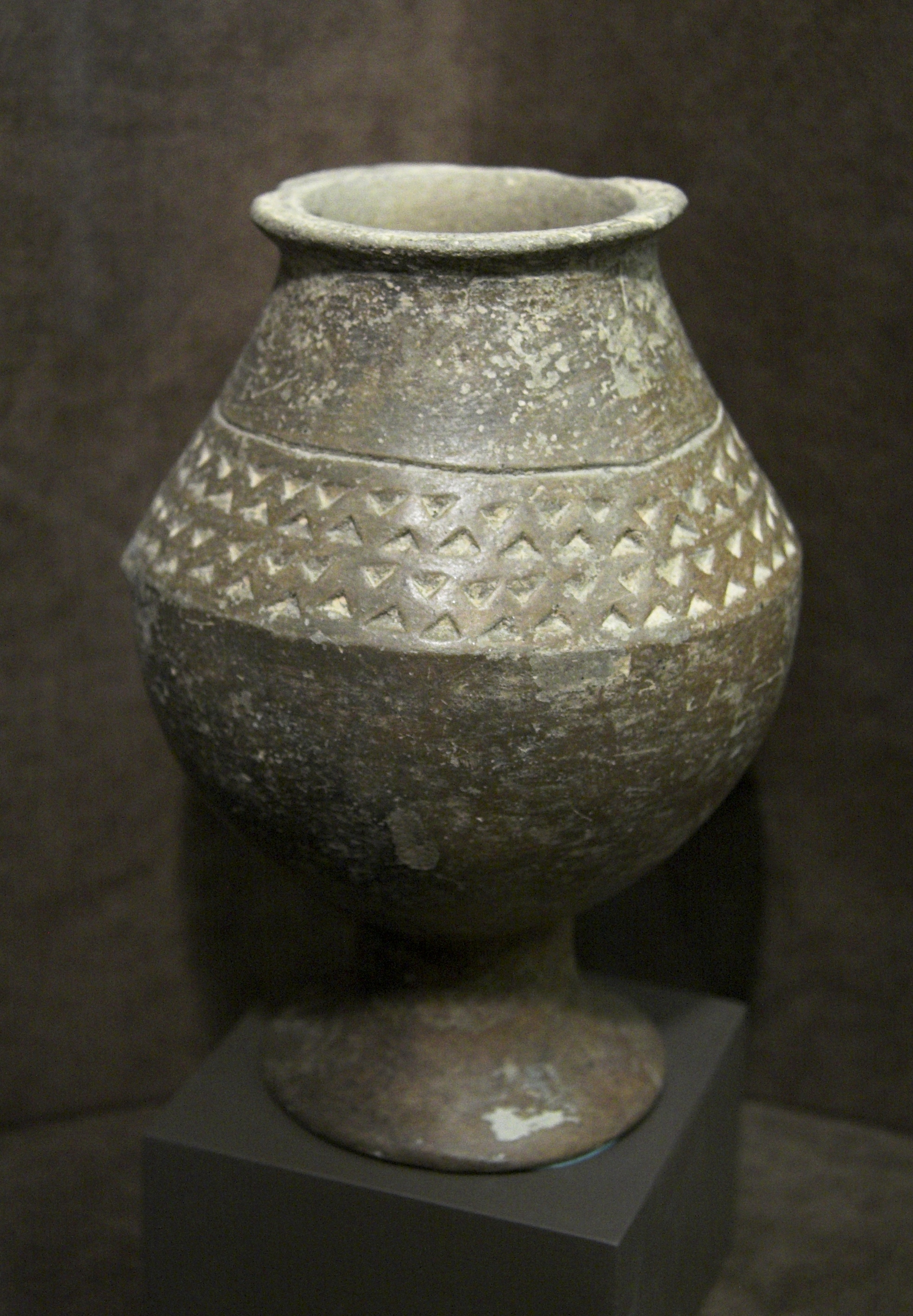
Grimston-Lyles Hill Ware

Grimston-Lyles Hill Ware (neuerdings CB-Pottery) ist ein früh- und mitteljungsteinzeitliche Keramik die ursprünglich nur nach dem im Nordosten Englands liegenden Fundplatz „Hanging Grimston“, einem Langhügel im früher East Riding genannten Bereich von Yorkshire benannt wurde.
Im Jahr 1974 erweiterte Isobel Smith (geb. 1912) diesen Begriff, da sie eine Gefäßverbreitung quer über die Britischen Inseln bis nach Lyles Hill in Nordirland entdeckt hatte. Die Gefäße stellen den frühesten Keramikstil der britischen Jungsteinzeit dar (Lismore Fields).
Die langlebige „Grimston-Lyles Hill Ware“ ist gekennzeichnet durch feine Materialien, gute Verarbeitung und kumpfartige Formen mit einem Schulterprofil und umgestülptem Rand. Neuerdings wird daher der Begriff Schulterschüsseln (englisch carinated bowl – CB) bevorzugt, obwohl es auch schulterlose Exemplare gibt. Alle sind (abgesehen von gelegentlicher Fingerriffelung) schmucklos.
Alison Sheridan macht einen Unterschied zwischen der frühesten Manifestation der Keramik, der „traditionellen CB“ und den Weiterentwicklungen, „modifizierten (oder entwickelten) CB“. „Traditionelle CB“ Keramik ist deutlich konsistenter und über einen weiten Bereich in Großbritannien und Irland verteilt, während „modifizierte CB“ regionale Unterschiede zeigt.